# Ristebrekka
Ristebrekka (norwegisch für Gratabhang) ist ein Gletscherhang in der nordöstlichen Orvinfjella des ostantarktischen Königin-Maud-Lands. Er liegt südlich der Ristkalvane am nördlichen Ende des Schtscherbakowgebirges.
Wissenschaftler des Norwegischen Polarinstituts benannten ihn 1968.